# Аеродром Жешов
Аеродром Жешов-Јасјонка (пољ. Port lotniczy Rzeszów-Jasionka) је међународни аеродром пољског града Жешова на југоистоку државе. Он је смештен 10 km северно од града. Незванично се назив Јасјонка по оближњем селу. 
Аеродром у Жешову је осми по промету путника у Пољској - 2023. године кроз њега је прошло преко 1,1 милиона путника.